# قلب مريم الطاهر
قلب مريم الطاهر (باللاتينية: Cor Immaculatum Mariae)‏ او قلب مريم المتألم الطاهر هي عبادة كاثوليكية تركز على الحياة الداخلية لمريم (قلبها)، اي أفراحها وأحزانها، وفضائلها وكمالاتها، وحبها العذري لله الآب، وحبها الأمومي لابنها يسوع المسيح. وحبها الأمومي والرحيم للبشرية جمعاء.
تعود أصول هذا التقديس إلى العصور الوسطى ولكن أصبح أكثر انتشاراً بعد ظهورات العذراء في فاطيما، البرتغال، في عام 1917، حيث طلبت مريم حسب الروايات تقديس قلبها الطاهر كوسيلة لجلب السلام إلى العالم وتوبة الخطاة.
تقليديًا، يتم تصوير القلب الطاهر مثقوبًا بسبعة سيوف أو جروح، تكريمًا لآلام مريم السبعة والورود،  عادةً ما تكون حمراء أو بيضاء، ملفوفة حول القلب.
تستخدم الكنائس الكاثوليكية الشرقية أحيانًا الصورة والتكريس واللاهوت المرتبط بقلب مريم الطاهر. ومع ذلك، فإن هذا يسبب بعض الجدل، حيث يرى البعض أنه شكل من أشكال اللاتينية الليتورجية . وجهة نظر الروم الكاثوليك مبنية على فهمهم لآيات معينة من الكتاب المقدس، وخاصة إنجيل لوقا.

## أنظر أيضا
- تكريس روسيا لقلب مريم الطاهر
- فعل التكريس لقلب يسوع الأقدس
- التعبد المريمي
- تساعية
- شفاعة القديسين

- تحالف قلوب يسوع ومريم
- تبجيل مريم في الكنيسة الكاثوليكية
- مريم الطاهرة
- Rosarium Virginis Mariae - رسالة البابا يوحنا بولس الثاني الرسولية
- أيتها الأخوات، خدام قلب مريم الطاهر
- شارة قلب مريم الطاهر ( الكتف الأخضر )
- العبادة لقلب مريم الأقدس